# كواتس
كواتس (Quoats) هو مشروع بحثي أجرته LINK ومولته الحكومة الأمريكية، وهيئات تحصيل الضرائب، والمجموعات المعنية بهذا القطاع التي تهدف إلى تطوير واستخدام أحدث أدوات علم الجينوم وأدوات الاستقلاب للتطور الجيني للشوفان. جديرٌ بالذكر أن هذا الاسم لفظ منحوت من الكلمات جودة و شوفان بالإنجليزية. ويركز هذا المشروع على استيعاب وهندسة الخواص التي من شأنها أن تعزز من قيمة الشوفان في مجال تطوير صحة الإنسان، وللاستفادة من قيمة الشوفان بوصفه حبوبًا منخفضة المدخلات، وزيادة الاستدامة البيئية والاستدامة الاقتصادية للحبوب المعتمدة على الدورات الزراعية، فضلاً عن الاستفادة من القيمة المرتفعة للشوفان في علف الحيوانات وتطوير فرص جديدة لاستخدامه في الأغراض الصناعية بالاستعانة بطرق التجزئة المتقدمة. ويهدف هذا المشروع إلى توفير تكنولوجيات وراثية فعالة وقوية للتعرف على مورثات وواصمات معينة من شأنها أن تشجع على تطوير أدوات صديقة للمزارع تساعد في تسريع إنتاج أنواع متعددة من الشوفان المحسَّن الذي سيخضع فيما بعد للتقييم والتسويق عن طريق الشركاء الصناعيين. ويجمع برنامج كواتس، الذي يتميز بأنه بحث متعدد التخصصات، منهجيات النمط الظاهري الحديثة بخبرة باحثي علم الجينوم، ومزارعي الشوفان والمستخدم النهائي. كما أنه يعالج أهداف الزراعة طويلة المدى عن طريق تطوير سلالات الشوفان التجريبية التي تتسم بـتعدد أشكال الخصائص المهمة من منظور الهندسة الزراعية ولكنه يصب اهتمامًا أكبر على خرائط المورثات والأساليب الوراثية بدلاً من الطرق الزراعية التقليدية.